# Zapora Gordon
Zapora Gordon (ang. Gordon River Dam lub Gordon Dam) – zapora wodna zlokalizowana na rzece Gordon na Tasmanii. Wysokość tamy wynosi 140 m, szerokość 192 m. Zapora Gordon jest najwyższą tamą na Tasmanii, a piątą w Australii. Elektrownia wodna Gordon Power Station dostarcza 13% energii na Tasmanii.
Budowa rozpoczęła się w 1969, a otwarcie zapory nastąpiło w 1974. Właścicielem zapory wodnej jest firma Hydro Tasmania. W wyniku zbudowania tamy na rzece zostało utworzone sztuczne jezioro Gordon.